# 本所警察署
本所警察署（ほんじょけいさつしょ）は、警視庁が管轄する警察署の一つである。第七方面本部所属。大規模警察署であり、署長は警視正。墨田区の南部を管轄している。
署員数およそ340名、識別章所属表示はTC。

## 所在地
- 東京都墨田区横川四丁目8番9号
  - 最寄駅：東京地下鉄半蔵門線押上駅および総武快速線、中央・総武緩行線錦糸町駅

旧庁舎の老朽化のため、2013年3月11日に横川四丁目の東京都立深川商業高等学校跡地の現在地に移転。

## 管轄区域
墨田区のうち、以下の町丁を管轄。特記のないものはその町丁の全域を管轄。
- 両国一・二・三・四丁目
- 緑一・二・三・四丁目
- 亀沢一・二・三・四丁目
- 横網一・二丁目
- 石原一・二・三・四丁目
- 本所一・二・三・四丁目
- 東駒形一・二・三・四丁目
- 吾妻橋一・二・三丁目
- 向島一・二・三丁目、四丁目（14から16番を除く）、五丁目（48から50番を除く）（前記以外の向島四・五丁目は向島警察署の管轄）
- 押上一丁目、二丁目（27から43番を除く）（前記以外の押上二丁目と三丁目は向島警察署の管轄）
- 業平一・二・三・四・五丁目
- 横川一・二・三・四・五丁目
- 太平一・二・三・四丁目
- 錦糸一・二・三・四丁目
- 江東橋一・二・三・四・五丁目
- 菊川一・二・三丁目
- 立川一・二・三・四丁目
- 千歳一・二・三丁目

## 沿革
- 1874年（明治7年）1月29日：第六大区六小区巡査屯所開設。
- 1881年（明治14年）1月14日：本所元町警察署に昇格。
- 1890年（明治23年）1月29日：本所相生警察署に改称。
- 1893年（明治26年）4月1日：本所警察署に改称。
- 1908年（明治41年）2月4日：原庭分署（後の厩橋警察署）、向島分署（後の言問警察署）、太平町分署（後の太平警察署）設置。
- 1913年（大正2年）6月13日：本所相生警察署に改称。
- 1925年（大正14年）3月8日：本所相生警察署は在郷軍人会と青年団とのあいだで、風水火災等の非常時に際して在郷軍人2300名、青年団1200名に出動要請を行うために「國體警戒の協定」を締結[1]。
- 1929年（昭和4年）10月28日：本所両国警察署に改称。
- 1945年（昭和20年）5月17日：両国警察署、厩橋警察署、言問警察署および太平警察署統合。本所警察署に改称。
- 2013年（平成25年）3月11日：両国4丁目の旧庁舎から現在地に庁舎移転
- 2015年（平成27年）6月3日：両国交番が両国一丁目12（両国橋の東詰）から両国四丁目29番3号（当署旧庁舎跡地の一部）に移転

## 組織
- 警務課
- 会計課
- 交通課
- 警備課
- 地域課
- 刑事課
- 生活安全課
- 組織犯罪対策課

## 交番
- 吾妻橋交番（墨田区吾妻橋3丁目7番1号）
- 石原三丁目交番（墨田区石原3丁目16番1号）
- 押上駅前交番（墨田区押上1丁目1番60号先）
- 菊川二丁目交番（墨田区菊川2丁目19番7号）
- 錦糸町駅北口交番（墨田区錦糸2丁目2番3号）
- 錦糸町駅南口交番（墨田区江東橋3丁目14番3号先）
- 江東橋交番（墨田区緑4丁目22番13号）
- 言問交番（墨田区向島3丁目1番1号）
- 向島交番（墨田区向島4丁目1番5号）
- 横網交番（墨田区横網2丁目3番18号）
- 横川交番（墨田区横川4丁目7番2号）
- 両国交番（墨田区両国4丁目29番5号）

駐在所はない。

## 地域安全センター
- 厩橋地域安全センター（墨田区本所1丁目25番9号）
- 駒形橋地域安全センター（墨田区吾妻橋1丁目12番15号）

## 主な未解決事件
- 江東橋一丁目マンション敷地内殺人並びに死体遺棄等事件[2]
- 竪川第一公園内殺人、死体損壊・遺棄事件[3]

## 主な出来事
- 1923年（大正12年）9月1日 - 関東大震災発生。火災などから避難する住民の誘導に当たった署員が殉職。
- 1928年（昭和3年）4月29日 - 本所公会堂で行われた無産党民衆大会の場外警備に当たっていた警察官が新聞記者に暴行。国会で取り上げられた結果[4]、原庭署署長が辞表を出したほか[5]ほか原庭署、相生署の巡査部長、巡査が退職、転署の処分を受ける。
- 1967年（昭和42年）9月17日 - 拳銃の奪取を図ろうとした男が錦糸町駅前派出所を襲撃。対応した巡査が格闘の末に逮捕[6]。
- 1969年（昭和44年）10月21日 - 国際反戦デー当日、学生風の男らにより警察署と両国橋東詰交番に火炎瓶が投げつけられる事件が発生した[7]。